# Plectris mus
Plectris mus är en skalbaggsart som beskrevs av Blanchard 1851. Plectris mus ingår i släktet Plectris och familjen Melolonthidae. Inga underarter finns listade i Catalogue of Life.